# Prades (Hiszpania)
Prades – gmina w Hiszpanii, w prowincji Tarragona, w Katalonii, o powierzchni 32,98 km². W 2011 roku gmina liczyła 651 mieszkańców.